# Hets Hatsafon
La Hets Hatsafon (literalment: Fletxa del Nord) és una cursa ciclista israeliana que es disputa el mes de juny. Des del 2016, forma part de l'UCI Europa Tour.

## Palmarès
| Any  | Vencedor          | Segon            | Tercer         |
| ---- | ----------------- | ---------------- | -------------- |
| 2011 | Ilan Kolton       | Ayal Rahat       | Yuval Dolin    |
| 2012 | Ayal Rahat        | Roy Goldstein    | Daniel Eliad   |
| 2013 | Guy Gabay         | Niv Libner       | Yaniv Levy     |
| 2014 | Dmytro Grabovskyy | Artem Topchanyuk | Niv Libner     |
| 2015 | Guy Sagiv         | Ben Einhorn      | Aviv Yechezkel |
| 2016 | Guy Gabay         | Emanuel Piaskowy | Marko Pavlič   |
| 2017 | Dor Dviri         | Eytan Levy       | Saar Hershler  |